# بيتر توث
بيتر توث (بالمجرية: Tóth Péter)‏ هو لاعب كرة قدم مجري في مركز الدفاع، ولد في 25 يونيو 1977 في زومباثلي في المجر. لعب مع غيور تورنا أوزتالي ونيا سلاميس فاماغوستا.